# Christophe De Beukelaer
Pour les articles homonymes, voir Beukelaer.
Christophe De Beukelaer est un homme politique belge, membre du parti Les Engagés, député au Parlement de la Région Bruxelles-Capitale et Conseiller communal à Woluwe-Saint-Pierre.

## Biographie
Il a fait ses secondaires en néerlandais avant de faire des études en ingénieur de gestion de 2005 à 2010 (diplômé de l'Université Saint-Louis - Bruxelles et de l'UCL). De 2014 à 2018 il a également co-fondé une startup dans l'alimentation bio à Bruxelles,. 
Après ses études il a effectué un tour du monde à vélo pendant 1 an. 14.000km dans 27 pays, sur 4 continents avec un ami. Cette aventure a profondément marqué sa vision du monde et lui a donné envie de se lancer en politique.[réf. nécessaire][pertinence contestée]
En 2022, il co-fonde la Brussels Blockchain Week avec Raoul Ullens, un événement annuel axé sur la finance et les technologies numériques, organisé à Bruxelles,,.

## Parcours politique
Christophe De Beukelaer commence la politique comme échevin à Woluwe-Saint-Pierre. Il est alors le plus jeune échevin de la Région Bruxelloise. Lors de son premier échevinat, il est notamment responsable des matières compétences comme l'informatique, les seniors, la petite enfance et les PMR. Il lance par exemple le "Wolubus", taxi social destiné à améliorer la mobilité des séniors.
En 2016, il est élu président des Jeunes cdH. Fonction qu'il occupera en parallèle de son échevinat, jusqu'en aout 2019.
Aux élections communales de 2018, il est réélu et devient alors échevin de la mobilité et des travaux publics. Il sera ensuite élu député régional bruxellois en mai 2019. Il cède alors son poste d'échevin afin de respecter ses engagements en matière de décumul des mandats.
 (23 octobre 2024).
En tant que député régional, il intervient souvent sur les matières de mobilité,, de gouvernance et d'énergie,.
Le 25 janvier 2022, il gagne en notoriété à l'international[réf. nécessaire] en annonçant qu'il convertira pendant un an son salaire de député en Bitcoin, pour éveiller les consciences sur le potentiel qu'offre la finance décentralisée, en devenant le premier député en Europe à "être payé en Bitcoin". Selon L'Écho, cette expérience s'avère négative et cause de « lourdes pertes » au député. D'après l'estimation du quotidien, il aurait perdu 27 000 euros sur l'année 2022, soit 37,5% de son salaire annuel ; des chiffres que De Beukelaer ne confirme pas. Il ne renouvèle pas cette expérience à l'entame de l'année 2023.
Il est le président des Engagés Bruxelles et tête de liste pour les élections régionales du 9 juin 2024. Il reçoit un total de 7925 voix lors de ces élections.
En 2024, il figure dans Trends Tendances comme l'un des 5 politiciens belges les plus populaires sur les réseaux sociaux.